# Max Weiler (Maler)

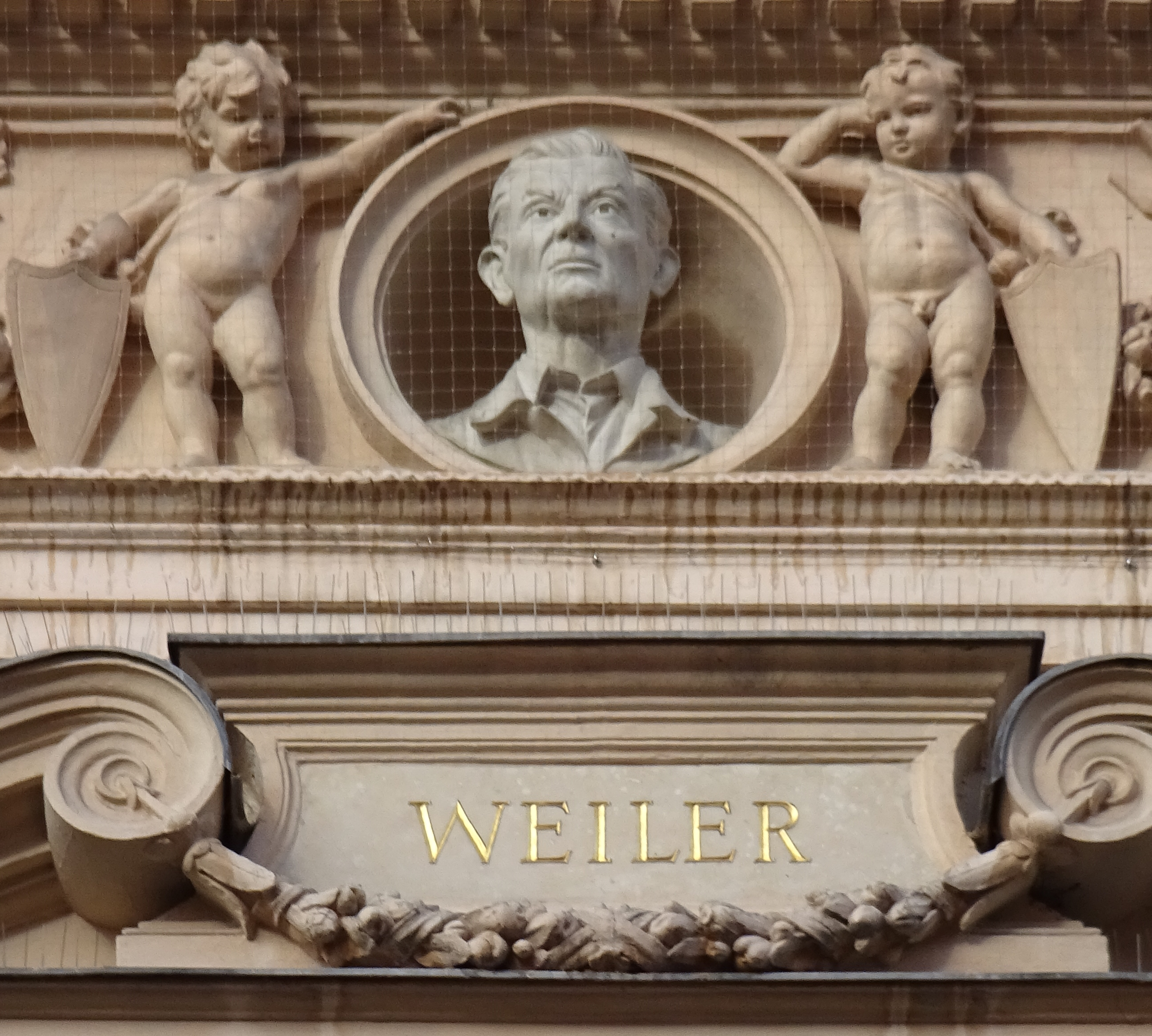
Büste Max Weilers an der Fassade des Tiroler Landesmuseums, geschaffen 2011 von Johannes Schlögl und Markus Jestl

Max Weiler (* 27. August 1910 in Absam; † 29. Jänner 2001 in Wien) war ein österreichischer Maler.

## Leben

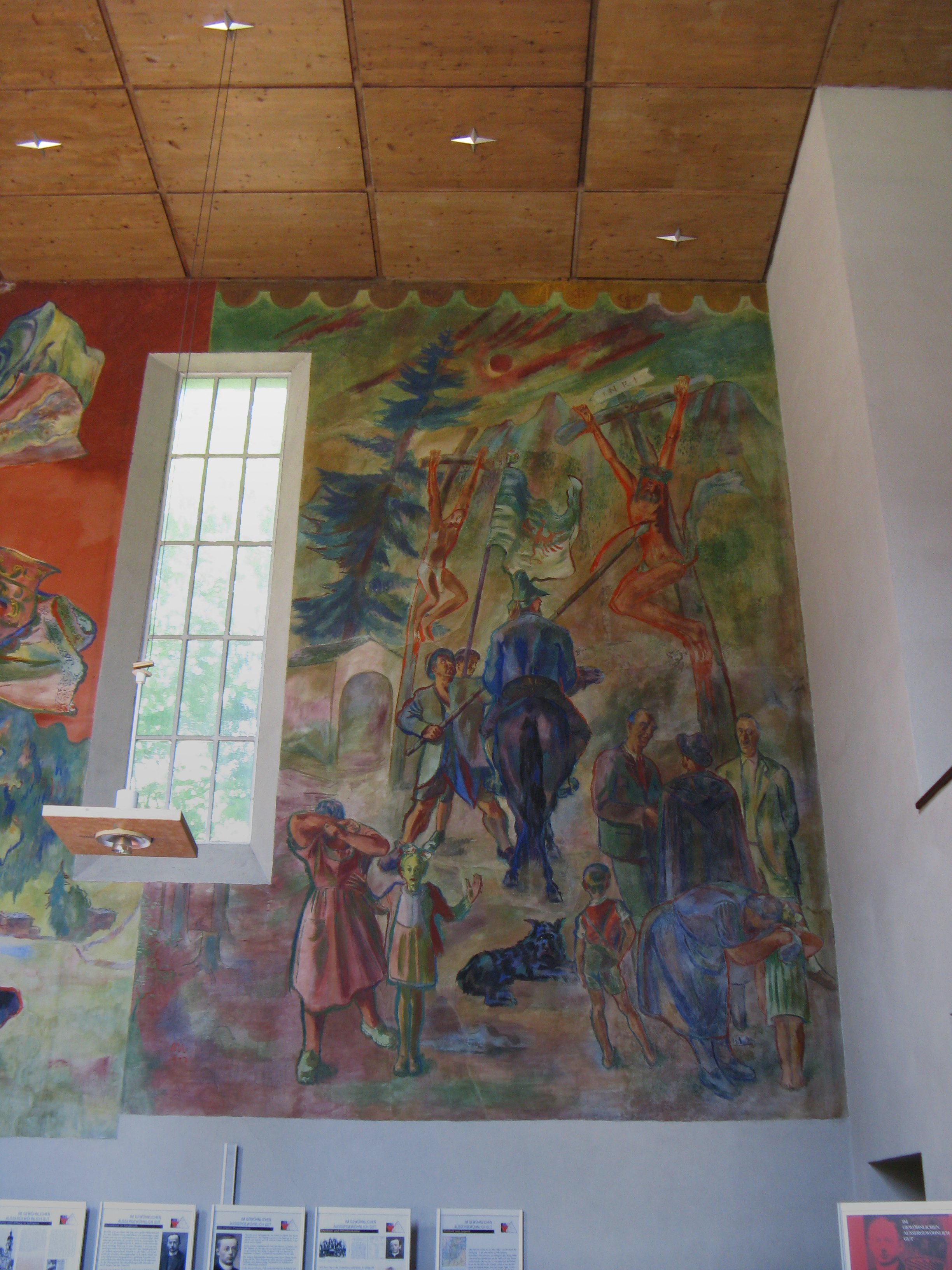
Lanzenstich, Fresko, Theresienkirche Innsbruck, 1946/1947

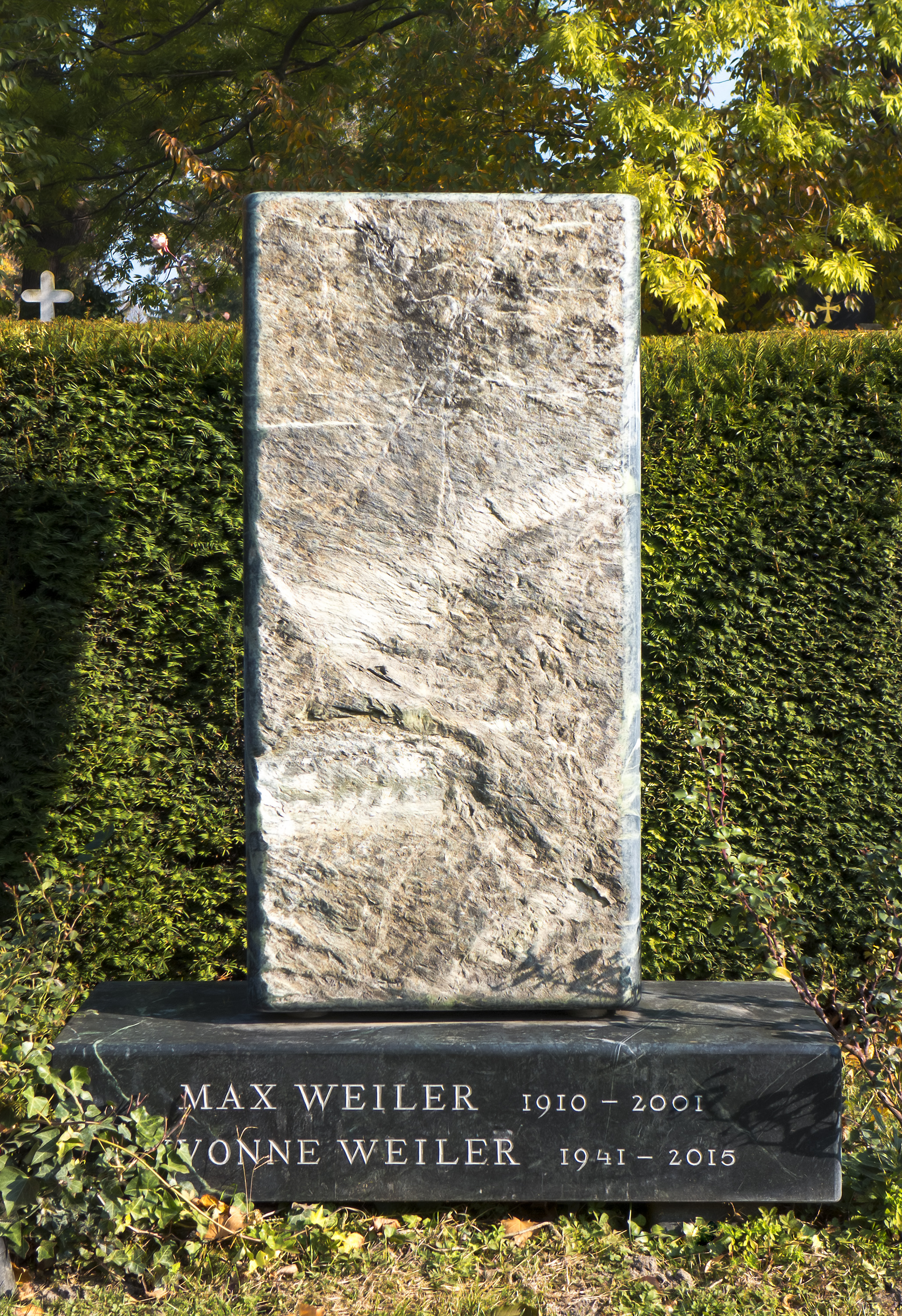
Weilers Ehrengrab auf dem Wiener Zentralfriedhof

Max Weiler wurde als Sohn des Max Weiler, eines k.k. Richters in Hall in Tirol, und seiner Ehefrau Margaretha Maria Engel geboren. Er besuchte das Zisterzienser-Gymnasium Mehrerau bei Bregenz und das Franziskaner-Gymnasium in Hall in Tirol.
1929 absolvierte Weiler die Matura an der Lehrerbildungsanstalt in Innsbruck und besuchte dort die Malschule Toni Kirchmayr. Dann studierte er an der Akademie der bildenden Künste in Wien bei Karl Sterrer. Dieser vermittelte ihm den ersten Zugang zu den Bildern der altchinesischen Landschaftsmalerei der Song-Dynastie (960–1279). Von 1964 bis 1981 war er selbst Professor für Malerei an der Akademie der bildenden Künste in Wien.
1931 erhielt Weiler den Akademischen Schulpreis. 1935 folgte eine Ausstellung seiner Bilder in der Akademie der bildenden Künste in Wien. 1936 erhielt er den Akademischen Studienpreis.
Rektor Clemens Holzmeister beauftragte Max Weiler 1936, an der künstlerischen Ausgestaltung der Österreich-Kapelle im päpstlichen Pavillon der Weltfachausstellung Paris 1937 mitzuarbeiten. Weiler schuf hierfür das Glasfenster Bund im Blut des Sohnes.
Ein Staatsstipendium führte den Maler 1937 nach Rom. Von 1939 bis 1942 war er Hilfslehrer in Telfs und Zams bei Landeck. Seinen Angaben zufolge wollte sich Max Weiler in der Zeit des Nationalsozialismus zunächst politisch heraushalten, als Künstler war er jedoch auf den von offizieller Seite streng reglementierten Kunstbetrieb unterworfen. Das hieß, dass er von der Reichskulturkammer zunächst keine Malmittel zugeteilt bekam. Wohl deshalb beantragte er am 22. November 1940 die Aufnahme in die NSDAP, in die er am 1. Januar 1941 (Mitgliedsnummer 8.445.308) aufgenommen wurde. Dadurch konnte an den Ausstellungen „Zeitgeborene Kunst“  und an der Innsbrucker Gau-Kunstausstellung Tirol-Vorarlberg von 1942 teilnehmen. Jahre später bekannte er: „Es zeigte meine völlige politische Blindheit, dass ich mir so eine Entwicklung nie vorgestellt hatte. Ich saß in Tirol – wieder am Anfang, noch dazu deprimiert, aussichtslos. In Tirol war ich ganz unbekannt, Farben und Leinwand waren rationiert, und ich bekam nur das Minimum“. Sein damals bekanntestes Gemälde „Die Bauernfamilie“ von 1941 entsprach zwar thematisch den von offizieller Seite erwünschten Inhalten, es besticht aber laut dem Kunsthistoriker Anselm Wagner durch die „eindringlichen und individuellen Charakterisierungen der 15 Familienmitglieder, die Weiler mit einer an Cézanne erinnernden Mal- und Kompositionsweise collageartig übereinander in die Fläche montiert“. Von 1942 bis 1945 wurde Weiler von der deutschen Wehrmacht eingezogen und als Gefreiter in Oberitalien und Istrien eingesetzt. Im April 1945 gelang es Weiler, sich von seiner Truppe abzusetzen und zu Fuß in seine Tiroler Heimat zurückzukehren.
1945 gewann Weiler den Wettbewerb um die Ausführung der Fresken in der Theresienkirche auf der Hungerburg in Innsbruck. Dieses Werk sorgte für heftige Diskussionen, da es bekannte Tiroler Persönlichkeiten noch dazu in Tracht bei der Kreuzigung Christi zeigte. Als Folge der Auseinandersetzungen wurden die Fresken jahrelang verhängt.

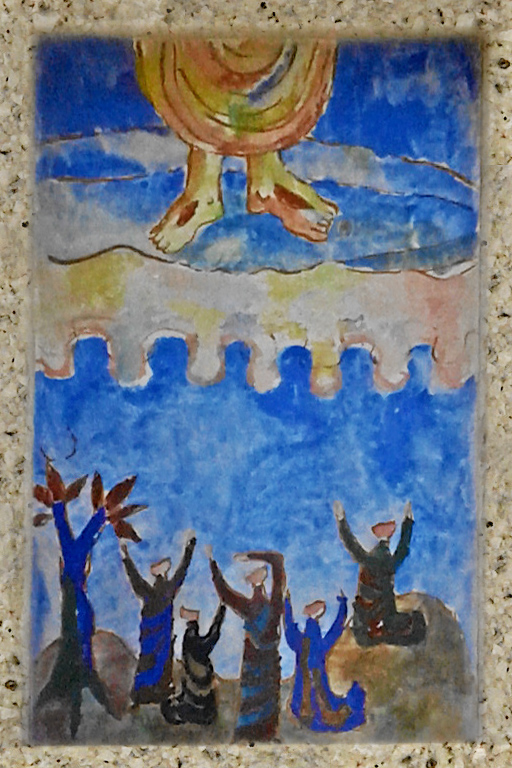
Himmelfahrt, Bildstock 13 des Loretto-Weges Hallerstraße, um 1951

Zwischen 1950 und 1954 arbeitete er an weiteren Fresken. Während seiner Paris-Reise (1949) lernte er Nicolas de Staël und Alfred Manessier kennen. 1954 wurden seine Bilder im Künstlerhaus Salzburg ausgestellt.
Weiler gewann schon früh verschiedene Preise, doch seine Arbeiten stießen zunächst nicht immer auf Zustimmung in der Bevölkerung, wie es der Prozess (1948, Fresken der Theresienkirche) wegen „Herabwürdigung des Bauernstandes“ und die öffentlichen Auseinandersetzungen (1955) um die Wandmalereien im Innsbrucker Bahnhof zeigen.

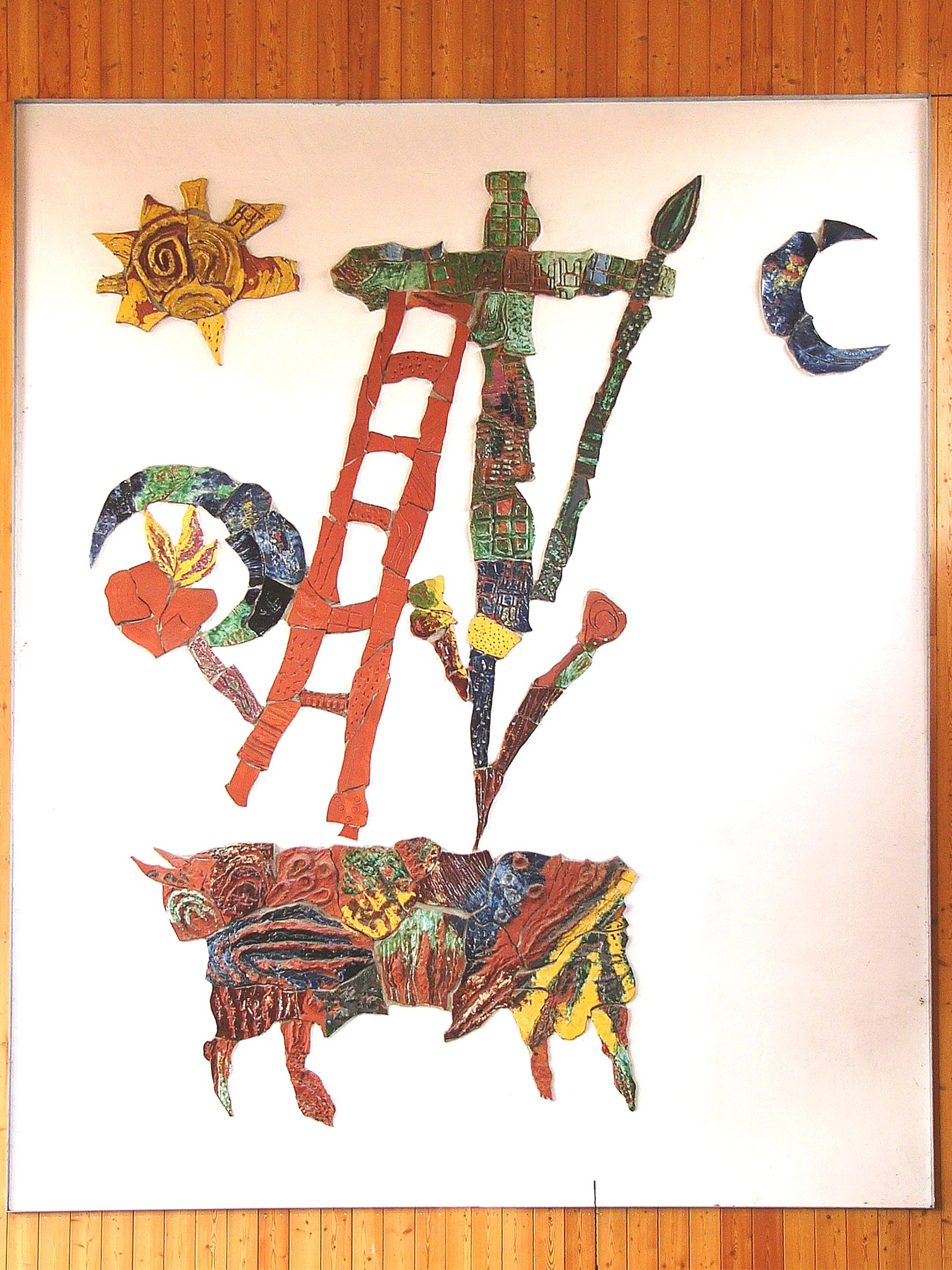
Arma Christi, Wandbild in Imst-Brennbichl, 1957

Zu Weilers Arbeiten gehörten neben Ölgemälden, Zeichnungen und Fresken auch Mosaike, Keramiken und Betonglasfenster (Kapelle der Eucharistie-Schwestern in Salzburg-Herrnau) sowie Entwürfe für Wandteppiche. Im Jahr 1955 nahm Weiler an der III. Biennale von São Paulo teil. 1960 repräsentierte er Österreich auf der XXX. Biennale von Venedig. In diesem Jahr begann Weiler seine Selbstreflexionen in den Tag- und Nachtheften niederzulegen (20 Bände bis 1991).
1961 fand im Stadtsaal der Tiroler Handelskammer in Innsbruck die Ausstellung Als alle Dinge … statt. Im gleichen Jahr wurde Weiler der Große Österreichische Staatspreis verliehen. 1963 reiste er nach Florenz. Ein Jahr später übernahm er eine Meisterklasse für Malerei an der Akademie für bildende Künste in Wien. Es folgten weitere Studienreisen nach Apulien (1968), zahlreiche Ausstellungen und eine Reise nach Assisi (1972). 1978 fand eine Weiler-Ausstellung in der Graphischen Sammlung der Albertina in Wien (Katalog von Walter Koschatzky u. a.) statt. 1981 erfolgte die Emeritierung als Professor der Akademie der bildenden Künste in Wien.
Weitere Ausstellungen im In- und Ausland fanden unter anderem im Frankfurter Kunstverein und der Galerie Krinzinger in Innsbruck (1984) statt, sowie im Württembergischen Kunstverein Stuttgart (1984). 1988 hatte Weiler eine Ausstellung in der Halle des Sowjetischen Künstlerverbandes in Moskau (1988), worauf er eine Reise nach Leningrad anschloss. 1988 unternahm er Reisen nach Basel (Kunstmesse) und Colmar (Isenheimer Altar) sowie ein Sommeraufenthalt in Positano (Italien). 1989 reiste Max Weiler zur Ausstellung seiner Werke im Museo de Arte Moderno nach Mexiko-Stadt. Diese Ausstellung wurde ebenfalls in den USA und in der Schweiz gezeigt (Stanford Museum, Kalifornien; University of Iowa Museum of Art, Iowa City; Kunstmuseum Bern). Weiler besuchte Maya-Baudenkmäler auf der Halbinsel Yucatán und hielt sich anschließend in der Karibik auf. Eine Weiler-Ausstellung in der Ungarischen Nationalgalerie in Budapest fand 1989 statt. Die erste große Retrospektive wurde 1989 im Museum des 20. Jahrhunderts in Wien abgehalten (Katalog von Yvonne Fahlström).
Max Weiler machte 1990 eine Reise durch das Hochland von Kenia und durch die wichtigsten Naturschutzgebiete. Im Anschluss daran folgte ein längerer Aufenthalt am Indischen Ozean. Zu seinem 80. Geburtstag unternahm er seine erste Reise in die USA. 1990 gab es unter dem Titel Kunst wie Natur, Bilder von 1973 bis 1990 eine Weiler-Ausstellung in der Slowakischen Nationalgalerie in Bratislava und die zweite Ausstellung in der Albertina Wien. 1990 reiste Weiler wiederum nach Kenia und an den Indischen Ozean. Das Bild Wie eine Symphonie wurde 1991 im Hörraum 4 der Mozart-Ausstellung des Landes Salzburg auf Schloss Kleßheim ausgestellt. Auch in der Nationalgalerie Prag gab es eine Ausstellung. 1993 erfolgte die Herausgabe einer von Max Weiler gestalteten Briefmarke der österreichischen Post. 1995 verbrachte Weiler die Sommerferien am Mondsee. Dort hatte er einen schweren Unfall. 1998 kam es zu einer Ausstellung im NAMOC, dem Chinesischen Nationalmuseum in Peking.
Am 29. Jänner 2001 starb Max Weiler in Wien. Er ruht in einem Ehrengrab auf dem Wiener Zentralfriedhof (Gruppe 33 G, Nummer 30). Im Jahr 2003 wurde in Wien Innere Stadt (1. Bezirk) der Max-Weiler-Platz nach ihm benannt.
Max Weiler heiratete 1941 seine Freundin Gertraud Frenner, die 1985 starb. Die 1950 geborene Tochter Gertraud kam 1957 bei einem Unfall ums Leben. 1991 heiratete Weiler Yvonne J. Fahlström (1941–2015), die er als Kuratorin einer Ausstellung österreichischer Gegenwartskunst 1979 kennengelernt und mit der er ab 1986 zusammengearbeitet hatte. Die Ehe dauerte bis zu seinem Tod.

## Auszeichnungen
- Großer Österreichischer Staatspreis für Bildende Kunst 1960
- Ehrenzeichen des Landes Tirol 1970
- Österreichisches Ehrenzeichen für Wissenschaft und Kunst 1979
- Ehrenring der Stadt Innsbruck 1980
- Ehrenring der Stadt Hall in Tirol 1987
- Tiroler Landespreis für Kunst 1987
- Ehrenmedaille der Bundeshauptstadt Wien in Gold 1987
- Großes Silbernes Ehrenzeichen mit dem Stern für Verdienste um die Republik Österreich 1995
- Ehrenbürger der Stadt Wien 2000
- Großes Goldenes Ehrenzeichen mit dem Stern für Verdienste um die Republik Österreich[11] 2000

## Werke (Auswahl)
- Osttiroler Bauernfamilie, 1941[12]
- Fresken in der Theresienkirche auf der Hungerburg in Innsbruck, 1946/47
  - Verehrung des Herzen Jesu
  - Johannesminne und Ölberg
  - Herz-Jesu-Sonne
  - Lanzenstich
- Fünf Bildstöcke zum „Glorreichen Rosenkranz“ an der Haller Straße zwischen Hall in Tirol und Innsbruck, 1950
- Fresko Apokalypse des Johannes in der Apsis der Friedenskirche in Linz-Urfahr, 1951
- Fresko in der Hauptschule Kitzbühel, 1951
- Mosaike in der Medizinischen Universitätsklinik Innsbruck, 1954
- Fresko im Innsbrucker Hauptbahnhof, 1954
- 28 Meter lange Betonglaswand in der Kirche Maria am Gestade, Innsbruck
- Glasfenster Lamm Gottes der Klosterkapelle der Eucharistieschwestern Salzburg, 1960
- Zwei 28 Meter lange Wandfriesen in den Innsbrucker Stadtsälen, 1960[13]
- Eiserner Vorhang im Tiroler Landestheater, 1967
- Illustration des Gedichtbandes Schwarze Romanzen von Friederike Mayröcker, 1980
- Wandbild für die Raiffeisenbank Lienz, 1985
- Portraits 1933–1990, Haymon Verlag, Innsbruck, 1990
- Drei Bilder im Innsbrucker Spielcasino, 1992
- Briefmarke für die österreichische Post, 1993

## Ausstellungen (Auswahl)
- Krisenjahre. Max Weiler und der Krieg, Sonderausstellung im Heeresgeschichtlichen Museum Wien, 2004[14]
- Max Weiler. Aus 1960-63 und 1980-83. In: W&K – Wienerroither & Kohlbacher, Wien, 2017[15]
- Max Weiler. In: Albertina, Wien, 2018[16]
- Max Weiler. Die späten 70er Jahre. In: W&K – Wienerroither & Kohlbacher, Wien, 2020[17]

## Dokumentarfilme
- Harald Zusanek: Max Weiler. Regler Film, Wien 1973.
- Kristina Hauser: Filmporträt Max Weilers. Im Auftrag des ORF, 2000.